# Бачина (Любуське воєводство)
Бачина (пол. Baczyna, нім. Beyersdorf) — село в Польщі, у гміні Любішин Ґожовського повіту Любуського воєводства.
Населення — 1188 осіб (2011).

## Демографія
Демографічна структура станом на 31 березня 2011 року:
|          | Загалом | Допрацездатний вік | Працездатний вік | Постпрацездатний вік |
| -------- | ------- | ------------------ | ---------------- | -------------------- |
| Чоловіки | 587     | 115                | 428              | 44                   |
| Жінки    | 601     | 113                | 381              | 107                  |
| Разом    | 1188    | 228                | 809              | 151                  |